# Người Vidiri
Người Vidiri là một nhóm dân tộc ở Cộng hòa Trung Phi và Sudan. Họ nói tiếng Banda-Banda, một ngôn ngữ Niger-Congo.